# Brachymasicera polita
Brachymasicera polita är en tvåvingeart som beskrevs av Townsend 1911. Brachymasicera polita ingår i släktet Brachymasicera och familjen parasitflugor.
Artens utbredningsområde är Peru. Inga underarter finns listade.